# Ribozyviria
Familles de rang inférieur
- Kolmioviridae

Ribozyviria est un domaine (realm en anglais) de virus satellite. Établi dans l'ICTV TaxoProp 2020.012D, le domaine tire son nom de la présence de ribozymes génomiques et antigénomiques de type deltavirus. Ses caractéristiques supplémentaires incluent une structure en forme de bâtonnet, et un « antigène delta » de liaison à l'ARN codé dans son génome et celui de ses hôtes.
La taille des génomes de ces virus varie entre environ 1547 et 1735 nucléotides, codant pour un ribozyme en tête de marteau ou un ribozyme du virus de l'hépatite D, leur capacité de codage ne permettant qu'à une seule protéine d'être conservée. La plupart des lignées de ce domaine sont mal comprises, à l'exception des membres du genre deltavirus : les agents responsables de l'hépatite D chez l'homme,.

## Taxonomie
Ribozyviria contient une seule famille : Kolmioviridae, sans taxon intermédiaire. Les noms des huit genres de ce domaine font allusion à la lettre D dans différentes langues. Le nom de famille vient du finnois kolmio (triangle); une autre référence à la lettre grecque « Δ » (delta).